# Роули, Сесиль
Сесиль Эдгар Аллан Роули (англ. Cecil Rawle; 27 марта 1891, Розо, Доминика — 9 июня 1938, Антигуа) — доминикский юрист, политик, член Законодательного совета, издатель, зачинатель Карибского единства. Первый национальный герой Доминики.

## Биография
Родился в семье выходцев с Тринидада, его отец был главой местного отделения West India and Panama Telegraph Company. Учился в государственной школе Доминики и в теологическом Кодрингтонском колледже на Барбадосе. Переехал в Лондон, где в 1913 году получил диплом адвоката в Миддл-Тэмпл. Некоторое время работал адвокатом на Тринидаде и в Гренаде, затем вернулся на родину.
В то время в Доминике не было выборного представительства, и С. Роули возглавил кампанию по возвращению голосов островитянам, основав Ассоциацию представителей в правительство Доминики. В 1925 году его цель была достигнута, была принята новая конституция, и Роул представлял Розо в первом избранном законодательном собрании в XX веке.
Активно участвовал в политической жизни Доминики.
Помимо юридической практики, он владел газетой Dominica Tribune Newspaper, которую в 1924 году зарегистрировал вместе с Dominica Guardian. После того, как было установлено, что избранное меньшинство в законодательном органе носит ограничительный характер, в 1931 году Роули возглавил бойкот законодательного собрания Доминики. В следующем году стал председателем «Конференции Доминики», первого регионального конгресса, инициированного самими карибскими лидерами для обсуждения будущего региона. Делегаты призвали британское правительство предоставить им большее представительство и самоуправление. Конференция проложила путь для создания Федерации Вест-Индии.
Конституционное изменение 1936 года внесло некоторые ограниченные изменения в выполнение их требований. В 1937 году Роули занял должность генерального прокурора Подветренных островов, базирующегося в Антигуа. Однако в 1938 году он внезапно скончался на Антигуа в возрасте 47 лет.